# Joe Bordeaux
Joe Bordeaux (9 de março de 1886 — 10 de setembro de 1950 (64 anos)) foi um ator norte-americano da era do cinema mudo. Ele apareceu em 73 filmes entre 1914 e 1950.
Ele nasceu no Colorado, e faleceu em Los Angeles, Califórnia.

## Filmografia selecionada
- O Grande Ditador (1940)
- Our Relations (1936)
- Spite Marriage (1929)
- The Handy Man (1918)
- The Messenger (1918)
- The Scholar (1918)
- Mabel, Fatty and the Law (1915)
- Mabel and Fatty's Wash Day (1915)
- Mabel and Fatty's Married Life (1915)
- The Property Man (1914)
- The Knockout (1914)
- Mabel at the Wheel (1914)